# Монтеминьяйо
Монтеминья́йо (итал. Montemignaio) — коммуна в Италии, расположена в области Тоскана, в провинции Ареццо.
Население коммуны составляет 585 человек (2008 г.), плотность населения составляет 22 чел./км². Занимает площадь 26 км². Почтовый индекс — 52010. Телефонный код — 0575.
Покровительницей коммуны почитается Пресвятая Богородица (Madonna delle Calle), празднование во вторник Светлой седмицы.

## Демография
Динамика населения:

## Администрация коммуны
- Официальный сайт: https://web.archive.org/web/20100314131656/http://www.comune.montemignaio.ar.it/montemignaio/index.htm